# Alev Kelter

a Compétitions nationales et continentales officielles uniquement.

b Matchs officiels uniquement.
Alev Kelter, née le 21 mars 1991 à Eagle River (en) (États-Unis), est une sportive américaine. Sélectionnée avec les sélections des moins de 18 ans en hockey sur glace et des moins de 20 ans en football, elle joue ensuite au rugby à XV, remportant une médaille d'argent lors des Jeux panaméricains de 2015 en rugby à sept et disputant la Coupe du monde de rugby à XV.

## Biographie
Alev Kelter naît à Eagle River (en) en Alaska le 21 mars 1991.
En septembre 2022, elle est sélectionnée pour disputer la Coupe du monde de rugby à XV en Nouvelle-Zélande sous les couleurs de son pays.
En juin 2024, elle s'engage avec le Loughborough Lightning.
En juillet 2024, elle participe aux Jeux olympiques de Paris 2024 et remporte la médaille de bronze avec l'équipe des États-Unis.